# Самуэл Камрджадзореци
Самуэ́л Камрджадзореци́ (арм. Սամւել Կամրջաձորեցի; около 940—около 1010), — армянский богослов и музыкант X века.

## Биография

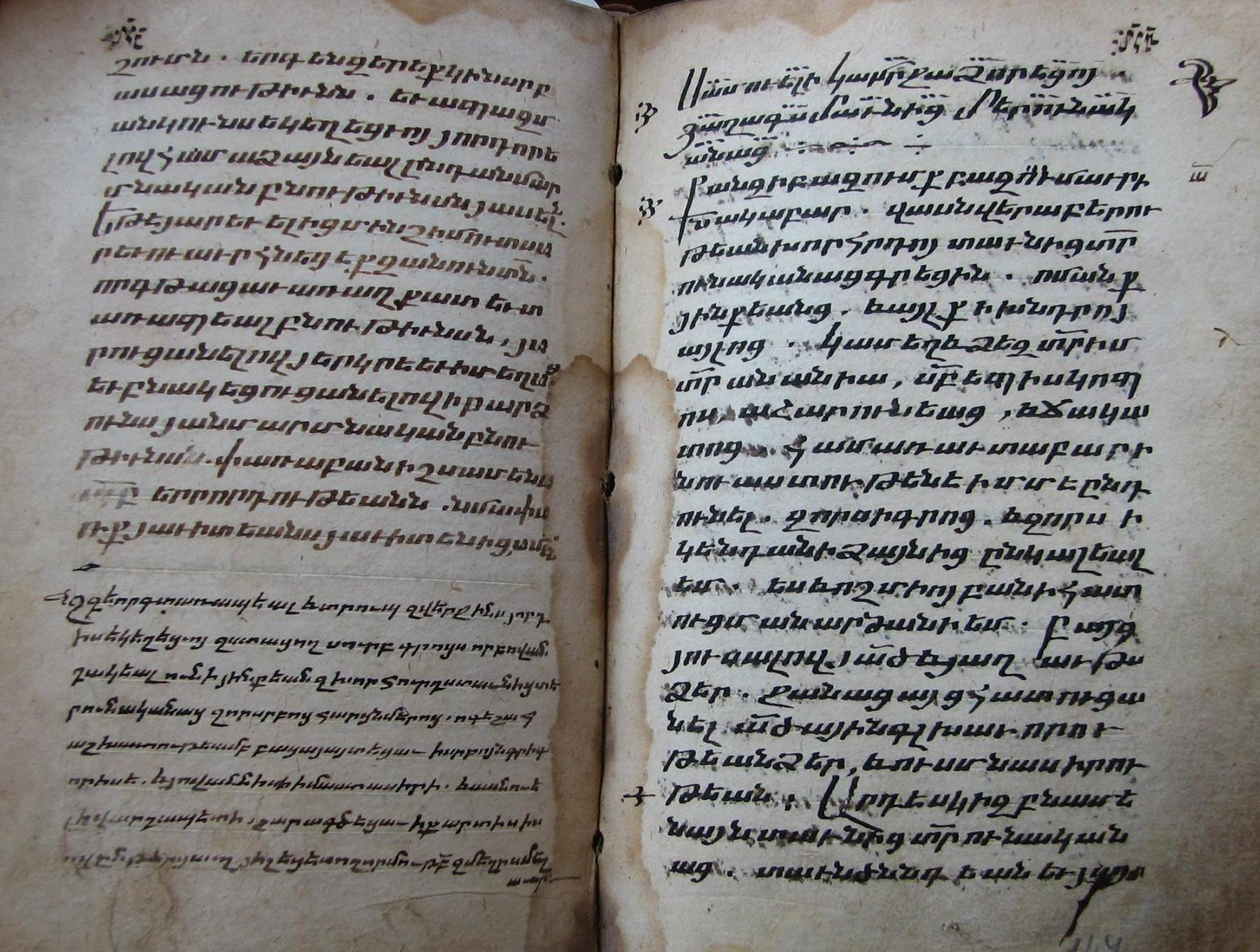
Рукопись «Слово о Праздниках Господних»

Начало  X века в Армении ознаменовалось культурным возрождением. Бурно развивается литература, создаются многочисленные школы. Одним из таких учебных заведений был монастырь Камрджадзор в гаваре Аршаруник, настоятелем которого и был Самуэл. За время его деятельности монастырь стал одним из культурных центров Армении. Особенно прославился Камрджазор своей музыкальной школой. Из числа учеников Самуэла были известные ученые Геворг Таричеци и Степанос Таронеци. Последний в своих трудах называет Самуэла мудрецом «щедро одаренным разумением священных книг и искусством песнопения».
Согласно своим ученикам и последователям, Самуэл оставил богатое литературное наследие. Упоминания о нём встречаются, в частности, у Мхитара Айриванеци, Степаноса Орбеляна, Вардана Великого. До наших дней дошла его редакция компилятивного сочинения «Тонапатчар» — сборника трудов с разъяснениями символики и дат церковных праздников и постов, которое он написал по просьбе епископа Анании Аршаруни. В сборнике есть немало и его собственных сочинений — «Слово о Праздниках Господних», «Слово о Первом дне», «Слово о Сретении Господнем», «Слово о Передовом посте», «Слово о Сорокадневном посте», возможно также «Причина поста Арачавор». Особый интерес представляет также его письмо митрополиту Себастии Теодору Мелитскому, написанную по просьбе католикоса Хачика, которое сохранилось в «Книге писем».